# محمد مرادجي
محمد مرادجي (مواليد 25 ديسمبر 1939) هو مصور مغربي، يلقب بمصور الملوك الثلاثة، لمعاصرته والتقاطه مئات الصور لكل من الملك الراحل محمد الخامس والملك الحسن الثاني والملك الحالي محمد السادس.

## الولادة والنشأة والتكوين
ولد محمد مرادجي سنة 1939 بالمدينة القديمة للدار البيضاء، عاش حياة اليتم في سن مبكرة، حيث لم يكتب له أن يرى والده الذي توفي قبل مجيئه إلى الحياة، فتكلفت به والدته التي قامت مقام أبيه.
بدأ محمد مرادجي التصوير في سن 16 سنة كمصور متجول بشوارع الدار البيضاء، حيث كان يلتقط الصور للناس بدرهم واحد للصورة.
في 1959 التحق محمد مرادجي بوكالة كيستون الفرنسية بباريس لقضاء فترة تدريبية لستة أشهر، وفي سنة 1961 أنشأ وكالة و. م. ت. س، التي تعتبر أول وكالة مغربية متخصصة في التصوير الصحفي.

## الألقاب والأوسمة

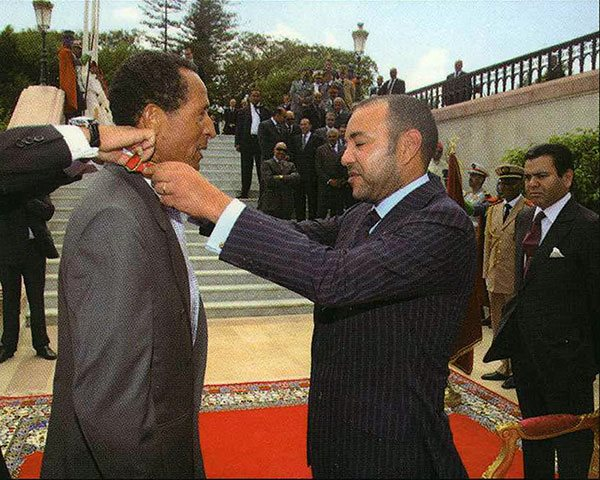
محمد السادس يوشح محمد مرادجي بوسام ملكي سنة 2006

حصل محمد مرادجي على عدة أوسمة ملكية من الملك الراحل محمد الخامس والحسن الثاني(1986)، وفي غشت 2006 حصل على وسام ملكي من درجة قائد من الملك محمد السادس وهو واحد من أرقى الأوسمة التي تمنح في المملكة المغربية، كما حاز على وسام من جاك شيراك وخوان كارلوس، وعلى العديد من الجوائز،منها الميدالية الذهبية من طرف الأكاديمية الفرنسية للفنون والعلوم والآداب بباريس.
إلى جانب لقب مصور الملوك الثلاثة الذي يشتهر به محمد مرادجي، تُطلق عليه ألقاب أخرى، فهو عين المغرب كما وصفته مجلة جون أفريك، أما مجلة فوتوغرافيك جورنال اللندنية فأطلقت عليه سنة 2014 لقب ديناصور التصوير المغربي.

## صديق ومصور القادة والمشاهير
لم تقتصر علاقة محمد مرادجي على الملوك المغاربة الثلاثة ولا بالسياسيين المغاربة فقط، بل تجاوزت علاقاته الحدود المغربية، حيث يوصف بصديق القادة والمشاهير في مختلف المجالات السياسية والرياضية والثقافية والفنية، ويأتي في مقدمة هؤلاء المطرب المصري عبد الحليم حافظ ومحمد عبد الوهاب،وأم كلثوم التي أهدته منديلها وبليغ حمدي الذي أهداه عوده.
وبحكم عمله كمصور للقصر الملكي، فقد تمكن محمد مرادجي من لقاء والتقاط الصور للعديد من قادة ومشاهير العالم كالزعيم الجنوب إفريقي نيلسون مانديلا والمناضل الكونغولي پاتريس لومومبا، والرئيس الفرنسي الأسبق شارل ديغول والمغنية الفرنسية إديث بياف، والمغنيين الفرنسيين شارل أزنافور وجوني هاليداي والفيلسوف جون بول سارتر والرئيس الأمريكي الأسبق جون كينيدي، وغيرهم الكثير.

### صورة أم كلثوم الممنوعة
في لقاء له مع قناة فرانس 24، صرح محمد مرادجي لبرنامج ضيف ومسيرة الذي تعده الصحافية عزيزة نايت السي باها ذات الأصول المغربية، بأنه ظل يحتفظ بصورة نادرة لأم كلثوم كان قد وعدها بأن لا ينشرها.
الصورة التقطها محمد مرادجي لكوكب الشرق وهي تسقط أرضا على إحدى المنصات بباريس عندما أقدم أحد المعجبين على تقبيل رجليها. بعد وفاة أم كلثوم نشر محمد مرادجي تلك الصورة التي كان يُعتقد لسنوات أنها محاولة اغتيال تعرضت لها.

## أعماله
إلى جانب عمله كمصور، لمحمد مرادجي عدة إصدارات منها؛ كتابالسلام شالوم، الذي لخص فيه تجربته كأول صحافي مغربي، وعربي يزور إسرائيل رفقة الرئيس المصري الأسبق أنور السادات،وكتاب محمد السادس الإفريقي، وكتاب الملوك الثلاثة..التاريخ عبر الصورة، و50 سنة من التصوير: مرادجي شاهد على عصره، وكتابا عن المسيرة الخضراء.

## معرض الصور

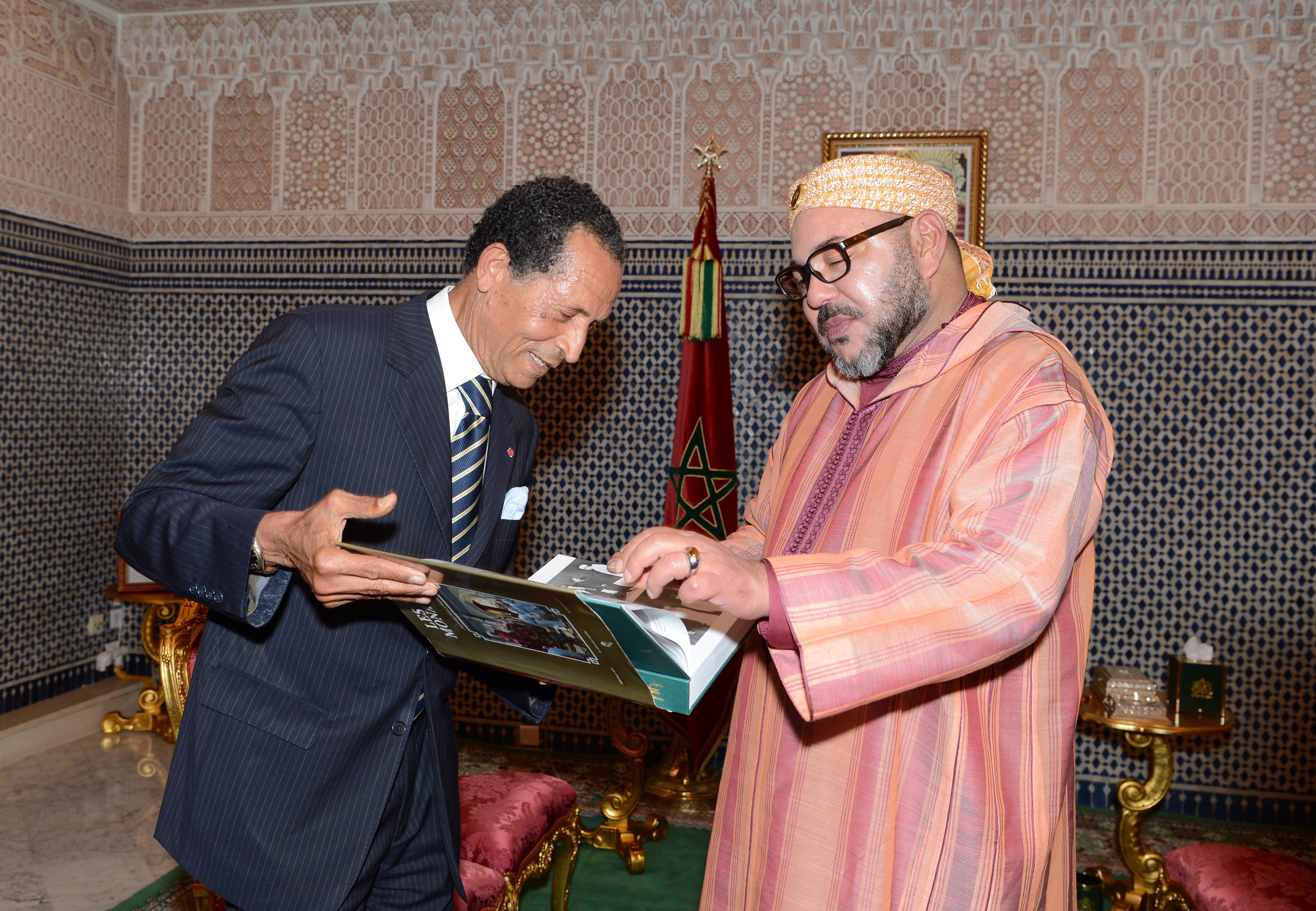
محمد مرادجي يقدم للملك محمد السادس كتابه؛ الملوك الثلاثة..التاريخ عبر الصورة سنة 2016
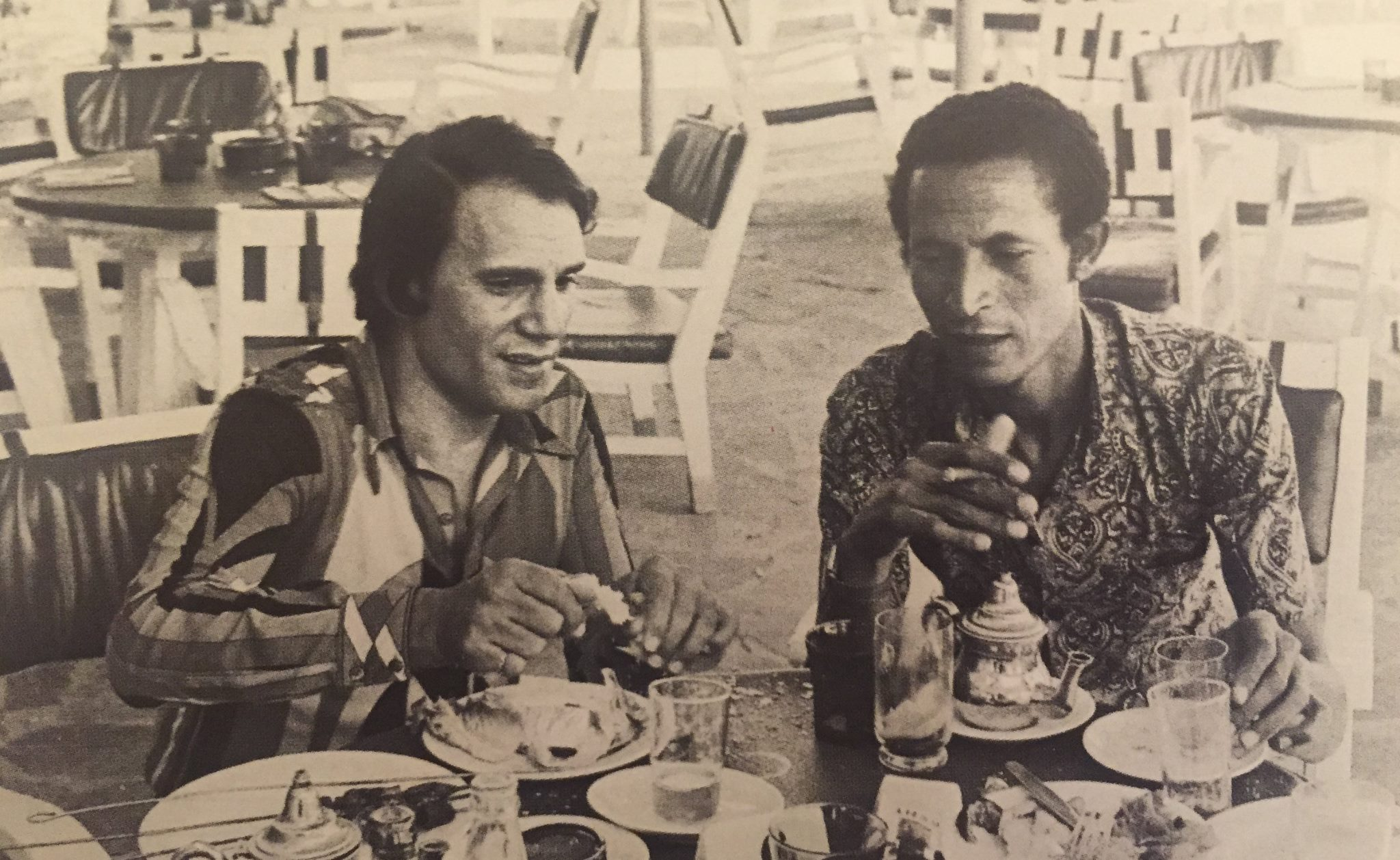
محمد مرادجي رفقة عبد الحليم حافظ
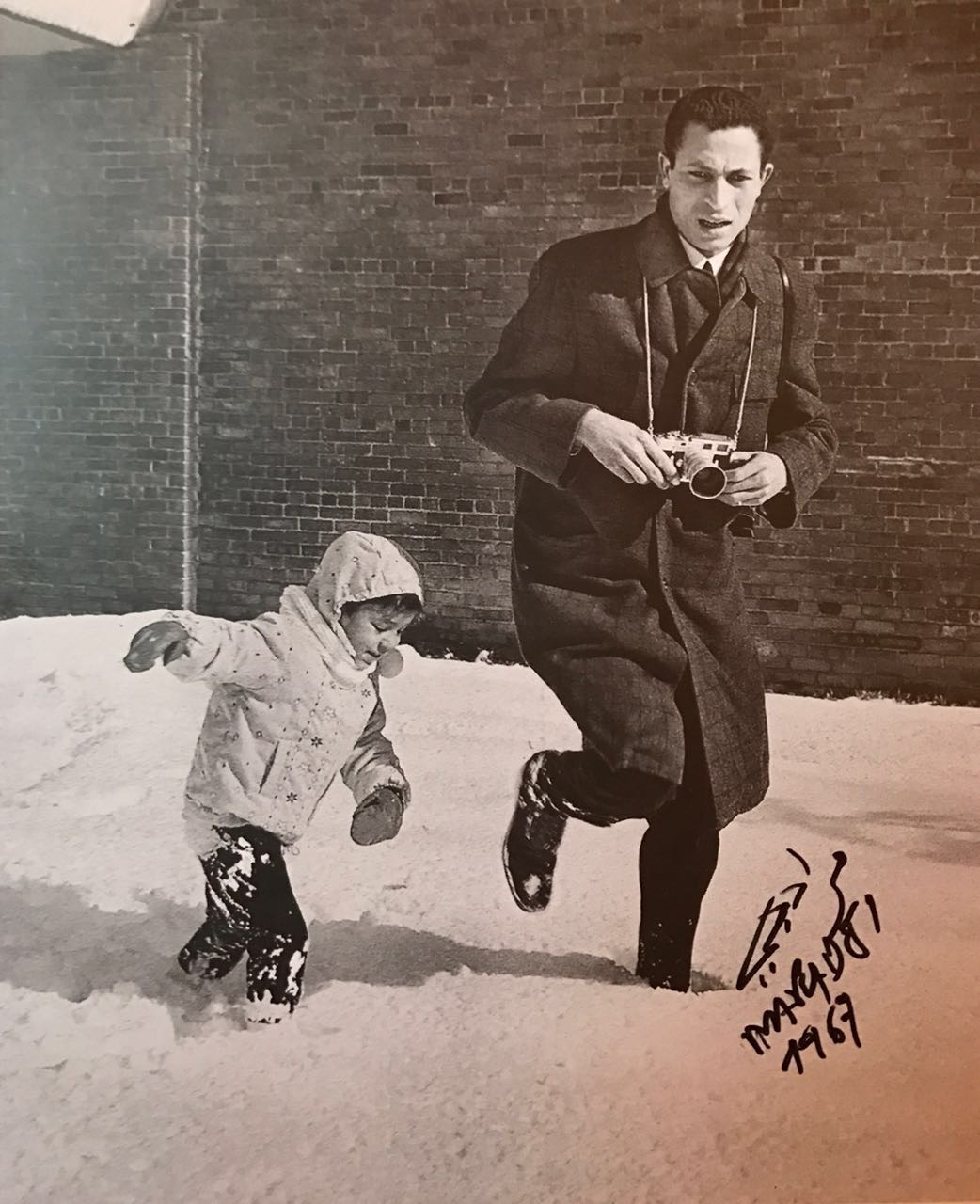
محمد مرادجي بواشنطن رفقة ولي العهد آنذاك سيدي محمد بن الحسن وهو في سن الخامسة أثناء زيارة الحسن الثاني للولايات المتحدة الأمريكية
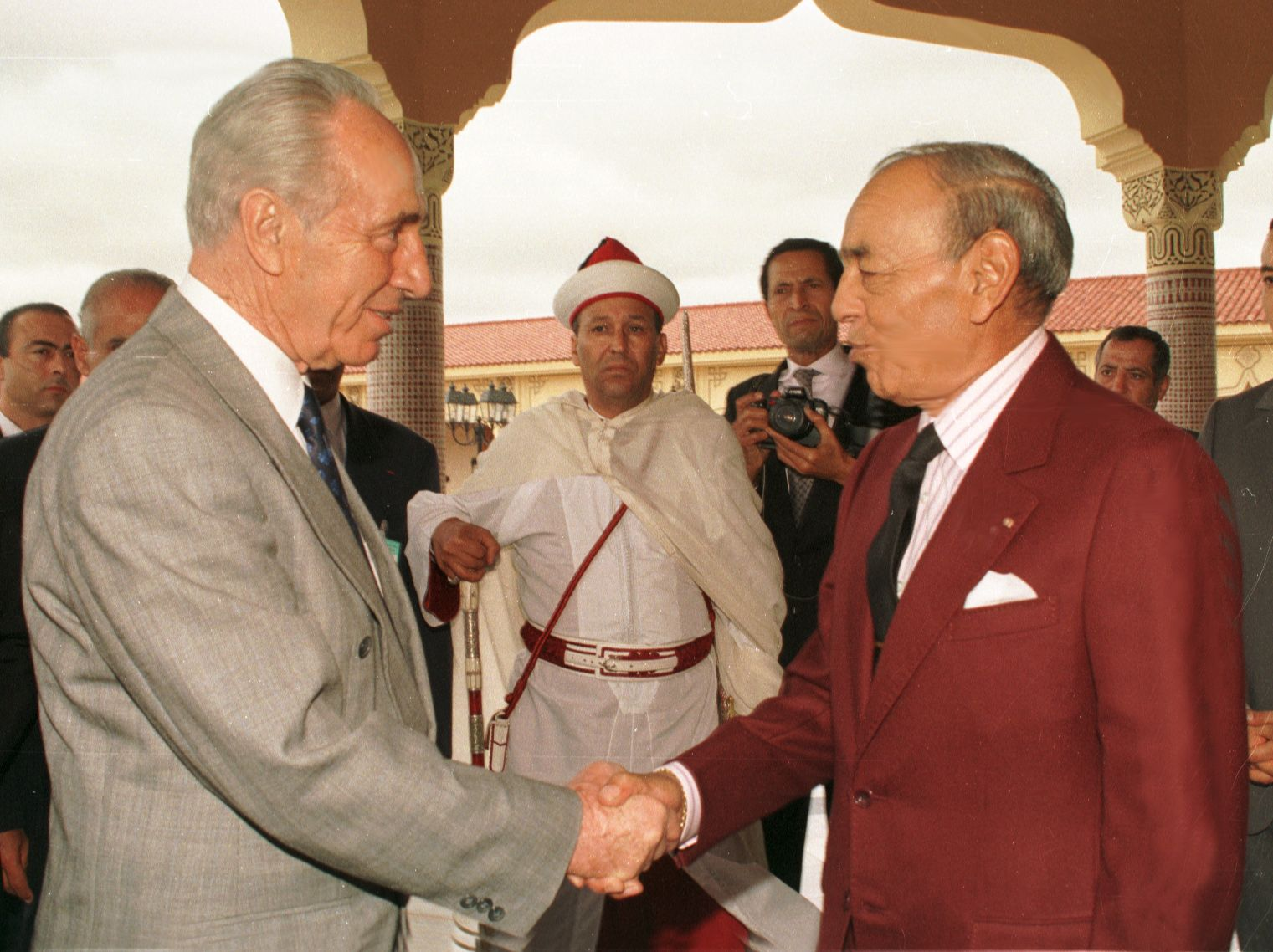
محمد مرادجي يحاول التقاط صورة للحسن الثاني ووزير الخارجية الإسرائيلي الأسبق شيمعون بيريز أثناء زيارته للمغرب سنة 1994
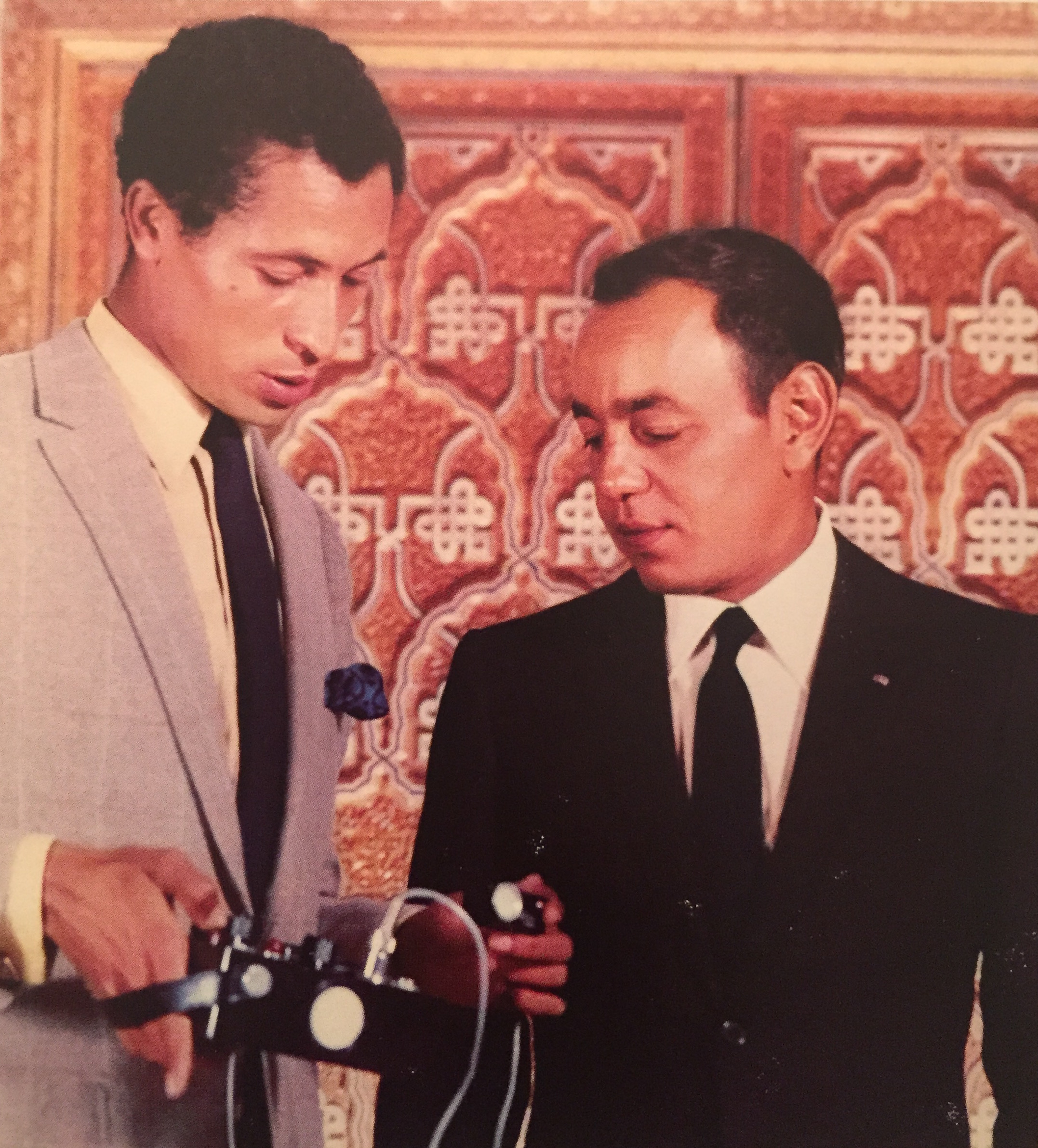
الحسن الثاني يصغي باهتمام لشروحات مرادجي حول آلة تصوير